# チェザーレ・アルフィエリ・ディ・ソステーニョ
チェザーレ・アルフィエリ・ディ・ソステーニョ(イタリア語: Cesare Alfieri di Sostegno, 1799年8月13日‐1869年4月16日)は、イタリアのイタリア統一運動時代の政治家、外交官、愛国者である。サルデーニャ王国首相を務めた。貴族・劇作家のヴィットーリオ・アルフィエーリの従兄弟である。単にチェザーレ・アルフィエリとも。

## 生涯
チェザーレ・アルフィエリは1799年8月13日、トリノの貴族の家に生まれた。1816年には外交官としてのキャリアを開始し、パリのサルデーニャ王国大使館では自身は外交官として、アルフィエリの父親はサルデーニャ王国の大使として勤務した。その後もハーグやベルリンのサルデーニャ王国大使館に勤務し、また1818年にはアーヘン、1820年にはオパヴァ、1821年にはリュブリャナの国際会議に参加した。
1826年にはトリノに戻り、当時まだ王位継承者であったカルロ・アルベルトの第一従者の地位を獲得した。そこで政治的な助言をするなどの手腕を発揮し、1838年には新しく設立された国務院のメンバーに、1842年にはトリノ農業協会のメンバーになった。
イタリア統一の機運が高まる中、アルフィエリはほかの統一を目指す志士たちとはさほど交流を持たず政務に専念。思想としてはイタリア統一を絶対視しない、革命よりも改革を優先する穏健派であった。そのため、1847年ごろからはカルロ・アルベルトの命を受け、ルイージ・デ・アンブロア、ジャチント・ボレッリなどとともにアルベルト憲法の起草に貢献。1848年4月3日にはサルデーニャ王国の上院議員に選出され、1848年8月15日から1848年10月11日にかけては第3代サルデーニャ王国首相を務めた。アルフィエリが就任したのはサラスコの休戦の直後であり、任期二カ月の間アルフィエリは休戦中の国内の立て直しや軍の再編成に尽力した。
健康上の都合により首相から退陣後、1855年6月8日から1860年12月28日にかけてはサルデーニャ王国の上院議長を務めた。その後、1869年にはフィレンツェで死去。